# Pantelis Konstantinidis
Pantelis Konstantinidis (grekiska: Παντελής Κωνσταντινίδης), född 16 augusti 1975 i Florina, Makedonía, är en grekisk före detta fotbollsspelare. Under sin karriär spelade han bland annat för Panathinaikos och PAOK. I PAOK var han även lagkapten under en tid.